# Den vilde jagt (film)
Den vilde jagt er en amerikansk stumfilm fra 1921 af George B. Seitz.

## Medvirkende
- Charles Hutchison som Larry 'Hutch' Hutchdale
- Lucy Fox som Nancy Kellogg
- Warner Oland som Clifton Marlow
- Diana Deer som Belle Brinkley
- Ann Hastings som Ann Haviland
- Harry Semels som Jim Tiegerley
- Frank Redman som John Brinkley